# Ambasadorowie Chin w Polsce
Chińska Republika Ludowa posiada w Rzeczypospolitej Polskiej swojego przedstawiciela w randze ambasadora od 1950 roku. Polska była jednym z pierwszych krajów, które oficjalnie uznały rząd ChRL na arenie międzynarodowej.
| Lp. | Ambasador     | Okres pełnienia funkcji        |
| --- | ------------- | ------------------------------ |
| 1.  | Peng Mingzhi  | lipiec 1950 – kwiecień 1952    |
| 2.  | Zeng Yongquan | wrzesień 1952 – styczeń 1955   |
| 3.  | Wang Bingnan  | marzec 1955 – kwiecień 1964    |
| 4.  | Wang Guoquan  | lipiec 1964 – lipiec 1970      |
| 5.  | Yao Guang     | sierpień 1970 – grudzień 1971  |
| 6.  | Liu Shuqing   | kwiecień 1972 – styczeń 1977   |
| 7.  | Li Zewang     | kwiecień 1977 – grudzień 1982  |
| 8.  | Yu Hongliang  | kwiecień 1983 – styczeń 1985   |
| 9.  | Wang Jinqing  | kwiecień 1985 – lipiec 1987    |
| 10. | Pei Yuanying  | lipiec 1987 – kwiecień 1992    |
| 11. | Liu Yanshun   | kwiecień 1992 – maj 1995       |
| 12. | Chen Shize    | październik 1995 – luty 1998   |
| 13. | Chen Di       | marzec 1998 – październik 2000 |
| 14. | Zhou Xiaopei  | listopad 2000 – lipiec 2003    |
| 15. | Yuan Guisen   | wrzesień 2003 – czerwiec 2007  |
| 16. | Sun Rongmin   | sierpień 2007 – marzec 2010    |
| 17. | Sun Yuxi      | od marca 2010 – 2012           |
| 18. | Xu Jian       | 2012 – 2018                    |
| 19. | Liu Guangyuan | 2018 – 2021                    |
| 20. | Sun Linjiang  | 2021 –                         |